# Cherwell (district)
Cherwell est un district non-métropolitain de l'Oxfordshire, en Angleterre. Il doit son nom à la rivière Cherwell, qui coule vers le sud du district pour se jeter dans la Tamise à Oxford.
Il a été créé le 1er avril 1974 par le Local Government Act de 1972 et est issu de la fusion du district municipal de Banbury, du district urbain de Bicester, et des districts ruraux de Banbury et Ploughley. Il comprend notamment les villes de Banbury, où siège le conseil de district, et Bicester.

## Localités du district
- Adderbury, Ardley
- Banbury, Bicester, Bloxham, Bodicote, Broughton
- Cropredy
- Deddington, Drayton
- Great Bourton
- Hook Norton
- Kidlington
- Steeple Aston
- Shutford

## Source
- (en) Cet article est partiellement ou en totalité issu de l’article de Wikipédia en anglais intitulé « West Oxfordshire » (voir la liste des auteurs).